# Ivo Vajgl

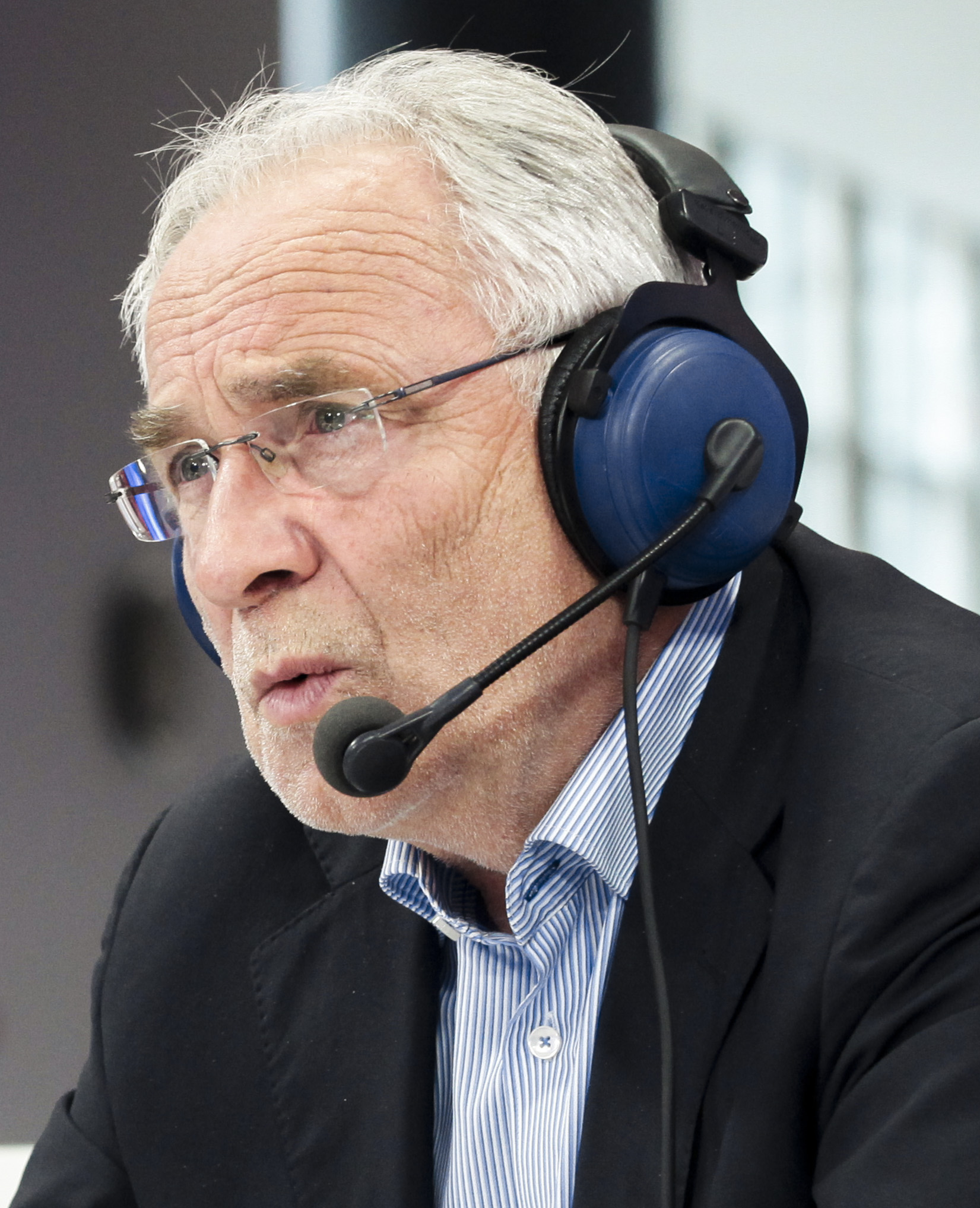
Vajgl in 2015

Ivo Vajgl (Maribor, 3 maart 1943) is een Sloveens diplomaat en politicus. Hij was van 6 juli tot 3 december 2004 de Sloveense minister van Buitenlandse Zaken (namens de LDS). In 2007 stapte Vajgl over naar de nieuwe politieke partij Zares.
Vajgl studeerde biotechnologie aan de universiteit van Ljubljana. In zijn studententijd was hij verantwoordelijk eindredacteur van het in Maribor verschijnende studentenblad Katedra (1961-1962) en tussen 1963 en 1965 van het universitaire weekblad Tribuna in Ljubljana. Voor de nationale radio correspondeerde hij in de jaren 1970 vanuit Rome, waarna hij correspondent werd voor het Joegoslavische persagentschap Tanjug in Bonn.
In 1984 werd hij Joegoslavisch consul-generaal in Cleveland. Hij vervulde vanaf die tijd verschillende posten in de diplomatieke dienst. Na de onafhankelijkheid van Slovenië was hij onder meer persvoorlichter van het Ministerie van Buitenlandse Zaken en ambassadeur in Zweden, Oostenrijk en bij de OVSE. Politieke functies vervulde hij tweemaal: van 1996 tot 1998 was Vajgl staatssecretaris van Buitenlandse Zaken en in de tweede helft van 2004 was hij minister op hetzelfde ministerie.
Sinds 2005 was Vajgl enige tijd adviseur van de Sloveense president Janez Drnovšek. Op 15 oktober 2005 kandideerde Vajgl voor de voorzitterspost van de LDS maar eindigde op de derde en laatste plaats. Voor Zares is Vajgl sinds 2009 lid van het Europees Parlement. Vajgl is daarnaast bestuurslid van de Partij van de Alliantie van Liberalen en Democraten voor Europa.
- Gemeinsame Normdatei: 1195561261
- Virtual International Authority File: 3586156990989361180005
- WorldCat: E39PBJyMm4kdrvMBMQkjdv3xXd